# Амілази

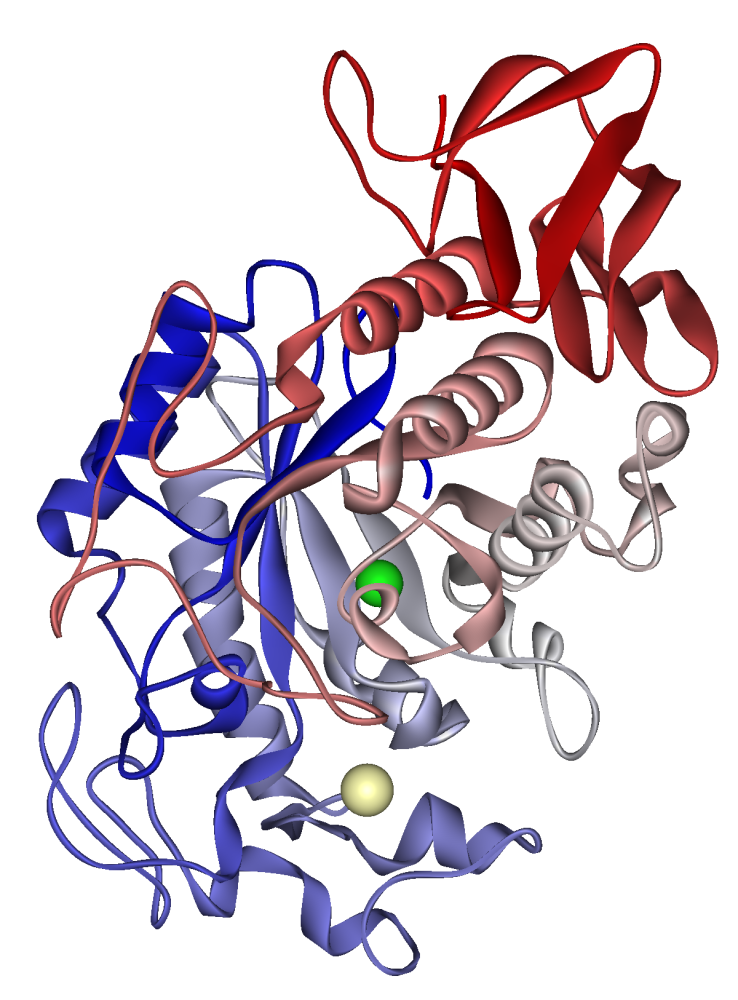
Структура амілази слини

Аміла́зи (від лат. Amylum — крохмаль), ферменти класу гідролаз, що каталізують гідроліз крохмалю, глікогену і ін. споріднених оліго- і полісахаридів, головним чином по 1,4-α-глікозидному зв'язку .

## Класифікація
α-амілаза (молекулярна маса 50 тис.) бере участь в гідролізі цукрів, що містять підряд три або більше залишків глюкози. Розщеплювання зв'язків може відбуватися між будь-якими залишками глюкози, причому залишки моносахаридів в місці розриву мають конфігурацію α-Α-аномерів. α-Амілаза перетворює амілозу крохмалю на глюкозу і мальтозу. Амілопектин, що знаходиться в крохмалі, містить в молекулі 1,6-ot-зв'язки, повністю не гідролізуєтся — залишається розгалужений полісахарид, т. з. «залишковий декстрин». α-А. має слабокислі властивості. Іони Са2+ і Cl− активують її. Присутній у всіх тканинах тварин і рослин, а також в мікроорганізмах. За каталітич. активністю ферменти з різних джерел значно відрізняються один від одного. α-А. слини, підшлункової залози і слизової кишечника беруть участь в травленні їжі, α-а. печінки розщеплює глікоген.
β-амілаза ( молекулярна маса 50—200 тисяч кілодальтон) послідовно відщеплює залишки β-мальтози від невідновлювального кінця ланцюга полісахаридів. Під дією β-а. з амілози утворюється мальтоза, а з амілопектину також «залишковий декстрин». Міститься  β-а. у солоді.
γ-амілаза (екзо-1,4-а-глюкозидаза; молекулярна маса 50-100 кілодальтон) послідовно відщеплює кінцеві залишки α-D-глюкози від невідновлювальних кінців ланцюгів полісахаридів з утворенням β-D-глюкози. Здатна також розчіпляти 1,6-α-зв'язок, якщо наступні за нею моносахариди з'єднані в положеннях 1 і 4. Міститься у плісеневих грибах.
Визначення активності А. використовують в діагностич. цілях, зокрема для ідентифікації глікогенезу. А. (в тому числі іммобілізовані) застосовують в промисловості: α-а. — для «оцукровування» крохмалю при виробництві глюкози.

## Поширення
У рослин амілаза сприяє перетворенню запасного крохмалю в розчинні цукри.
У тварин амілаза, якої найбільше виявлено в соку підшлункової залози та слині, в основному активує розщеплення крохмалю при травленні.
У ссавців, зокрема в людини, наявна альфа-амілаза. У людини амілаза слини кодується генами AMY1A, AMY1B, AMY1C, а підшлункова амілаза — генами AMY2A та AMY2B.

## Застосування
При приготуванні дріжджового тіста дріжджі розкладають крохмаль з допомогою амілази до ди- і трисахаридів, які потім використовуються у життєвій діяльності, утворюючи в результаті спирт, вуглекислий газ (CO2) й інші метаболіти, що надають хлібу специфічний смак та «піднімають» тісто. Проте це довготривалий процес, тому в сучасних технологіях амілаза використовується як одне з важливих складових спеціальної добавки, яка прискорює процес бродіння. Бактеріальна амілаза використовується в пральних порошках для розкладення крохмалю, що присутній у білизні.
У харчовій промисловості зареєстрована як харчова добавка E1100.